# Entre Ambos-os-Rios
Entre Ambos-os-Rios é uma povoação portuguesa do Município de Ponte da Barca que foi sede da Freguesia de Entre Ambos-os-Rios, freguesia que tinha 14,78 km² de área e 502 habitantes (2011), e, por isso, uma densidade populacional de 34 hab/km².
A Freguesia de Entre Ambos-os-Rios foi extinta (agregada) pela reorganização administrativa de 2012/2013, sendo o seu território agregrado ao das Freguesias de Ermida e Germil para criar a União das Freguesias de Entre Ambos-os-Rios, Ermida e Germil.

## História
Em 1757, a aldeia de Entre-ambos-os-Rios contava com 121 fogos (habitações). No séc. XVIII, estiveram anexadas a esta freguesia, as da Ermida, S. João de Vila Chã e Santiago de Vila Chã.

## População
| População da freguesia de Entre Ambos-os-Rios | População da freguesia de Entre Ambos-os-Rios | População da freguesia de Entre Ambos-os-Rios | População da freguesia de Entre Ambos-os-Rios | População da freguesia de Entre Ambos-os-Rios | População da freguesia de Entre Ambos-os-Rios | População da freguesia de Entre Ambos-os-Rios | População da freguesia de Entre Ambos-os-Rios | População da freguesia de Entre Ambos-os-Rios | População da freguesia de Entre Ambos-os-Rios | População da freguesia de Entre Ambos-os-Rios | População da freguesia de Entre Ambos-os-Rios | População da freguesia de Entre Ambos-os-Rios | População da freguesia de Entre Ambos-os-Rios | População da freguesia de Entre Ambos-os-Rios |
| --------------------------------------------- | --------------------------------------------- | --------------------------------------------- | --------------------------------------------- | --------------------------------------------- | --------------------------------------------- | --------------------------------------------- | --------------------------------------------- | --------------------------------------------- | --------------------------------------------- | --------------------------------------------- | --------------------------------------------- | --------------------------------------------- | --------------------------------------------- | --------------------------------------------- |
| 1864                                          | 1878                                          | 1890                                          | 1900                                          | 1911                                          | 1920                                          | 1930                                          | 1940                                          | 1950                                          | 1960                                          | 1970                                          | 1981                                          | 1991                                          | 2001                                          | 2011                                          |
| 718                                           | 798                                           | 750                                           | 843                                           | 865                                           | 898                                           | 834                                           | 924                                           | 1 008                                         | 972                                           | 704                                           | 593                                           | 538                                           | 542                                           | 502                                           |

| Distribuição da População por Grupos Etários | Distribuição da População por Grupos Etários | Distribuição da População por Grupos Etários | Distribuição da População por Grupos Etários | Distribuição da População por Grupos Etários | Distribuição da População por Grupos Etários | Distribuição da População por Grupos Etários | Distribuição da População por Grupos Etários | Distribuição da População por Grupos Etários | Distribuição da População por Grupos Etários |
| -------------------------------------------- | -------------------------------------------- | -------------------------------------------- | -------------------------------------------- | -------------------------------------------- | -------------------------------------------- | -------------------------------------------- | -------------------------------------------- | -------------------------------------------- | -------------------------------------------- |
| Ano                                          | 0-14 Anos                                    | 15-24 Anos                                   | 25-64 Anos                                   | > 65 Anos                                    |                                              | 0-14 Anos                                    | 15-24 Anos                                   | 25-64 Anos                                   | > 65 Anos                                    |
| 2001                                         | 62                                           | 76                                           | 223                                          | 181                                          |                                              | 11,4%                                        | 14,0%                                        | 41,1%                                        | 33,4%                                        |
| 2011                                         | 40                                           | 47                                           | 234                                          | 181                                          |                                              | 8,0%                                         | 9,4%                                         | 46,6%                                        | 36,1%                                        |